# ۲۶۱ (عدد)
۲۶۱ یک عدد طبیعی است که بعد از ۲۶۰ و قبل از ۲۶۲ قرار دارد.